# Галактичний квадрант

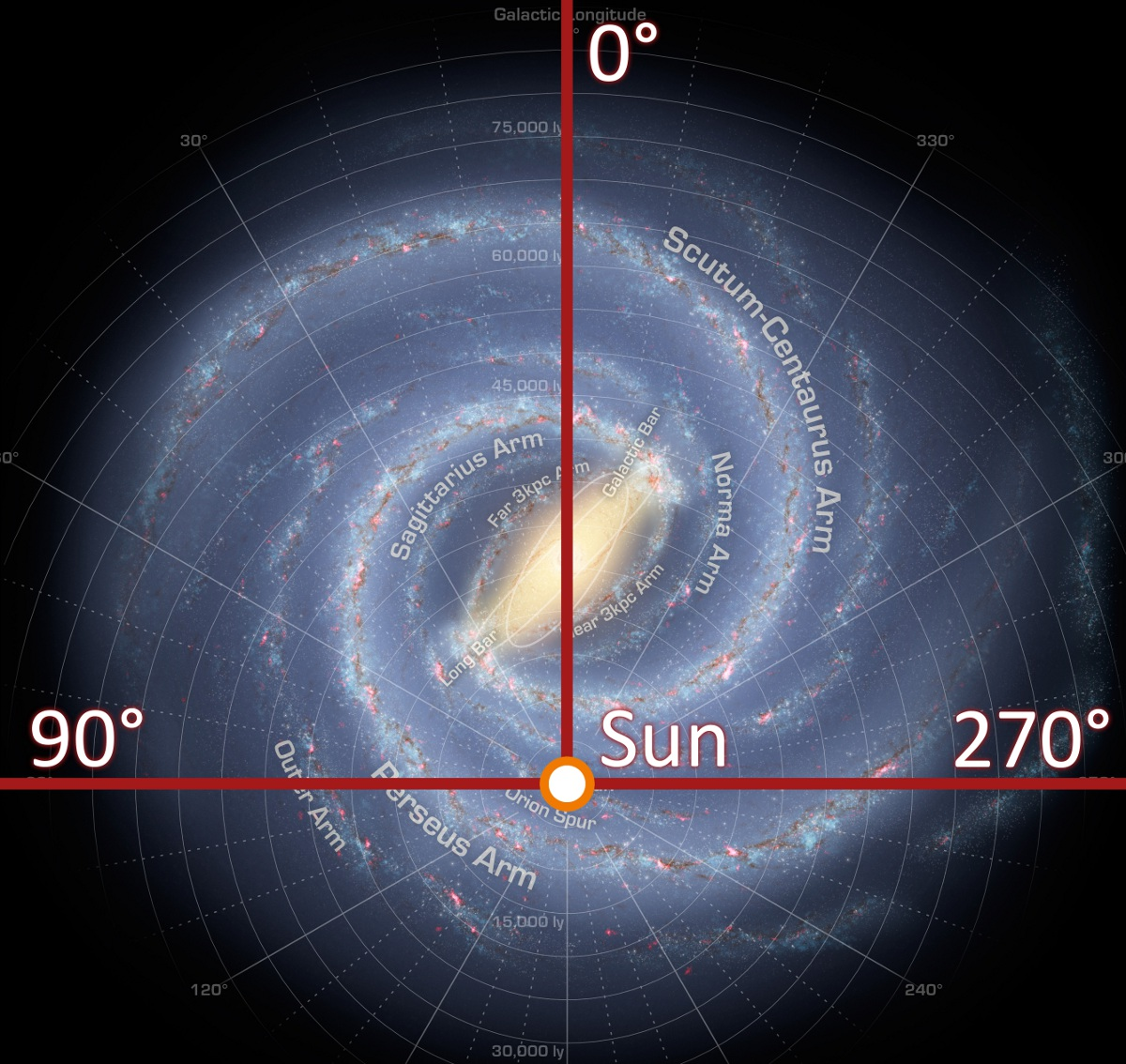
Осі галактичної системи координат, які ділять Галактику на квадранти.

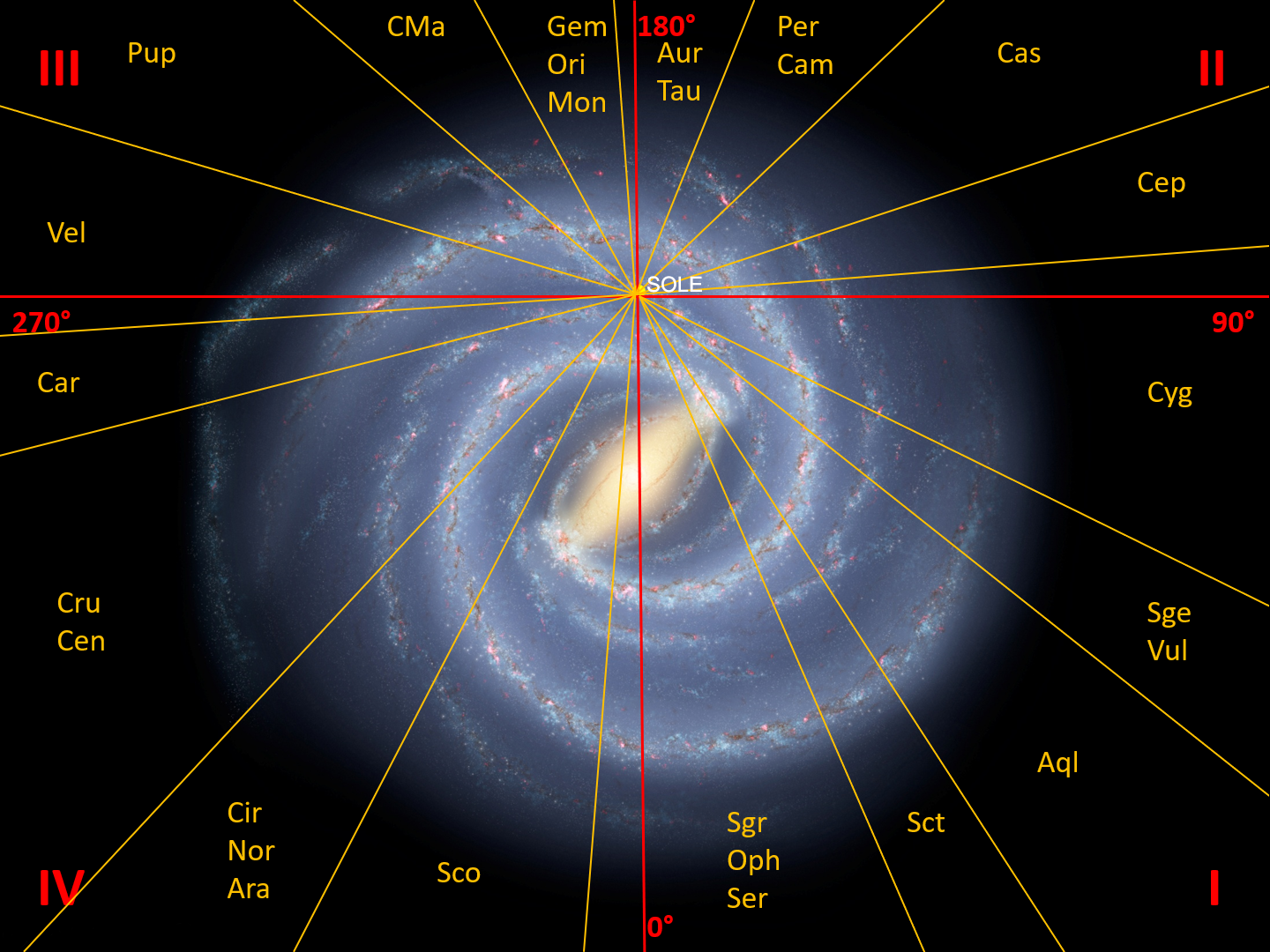
Пронумеровані квадранти та сектори сузір'їв.

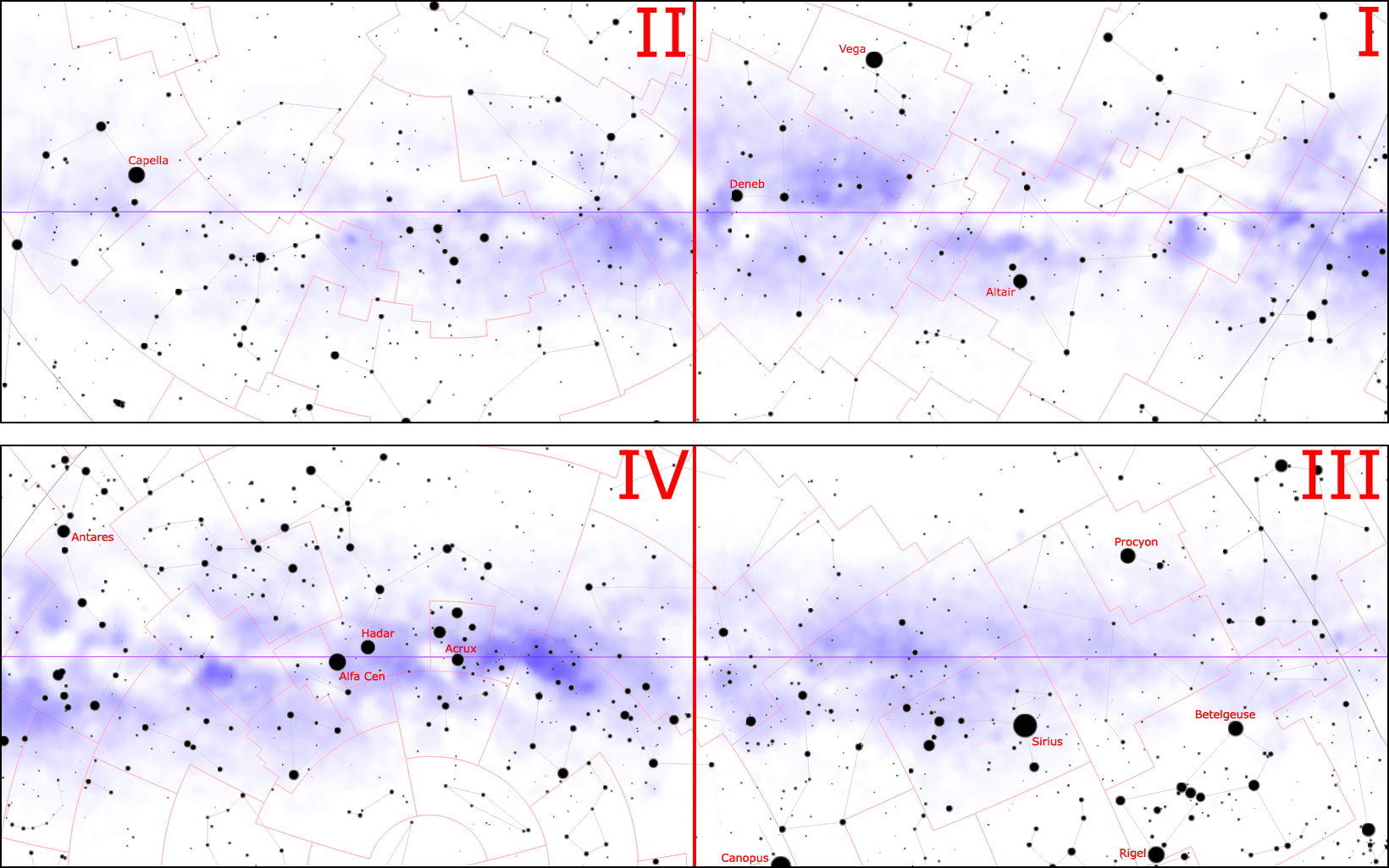
Зоряні карти квадрантів з позначеними найбільшими зорями.

Галактичний квадрант — один із чотирьох кругових секторів у галактики Чумацький Шлях.

## Квадранти в галактичній системі координат
У сучасній астрономії галактичні квадранти визначаються на основі галактичної системи координат. За центр системи координат вибирається Сонце, а не Галактичний центр. Це зумовлено тим практичним міркуванням, що спостерігач знаходиться саме в Сонячній системі.
Квадранти позначаються порядковими номерами. Якщо дивитися з північного галактичного полюса і відраховувати кути від променя, який йде від Сонця до центру Галактики, то квадранти визначаються наступним чином (де l — галактична довгота):
- 1-й галактичний квадрант – 0° ≤ l ≤ 90°[1]
- 2-й галактичний квадрант – 90° ≤ l ≤ 180°[2]
- 3-й галактичний квадрант – 180° ≤ l ≤ 270°[3]
- 4-й галактичний квадрант – 270° ≤ l ≤ 360°[4]

## Сузір'я, згруповані за галактичними квадрантами

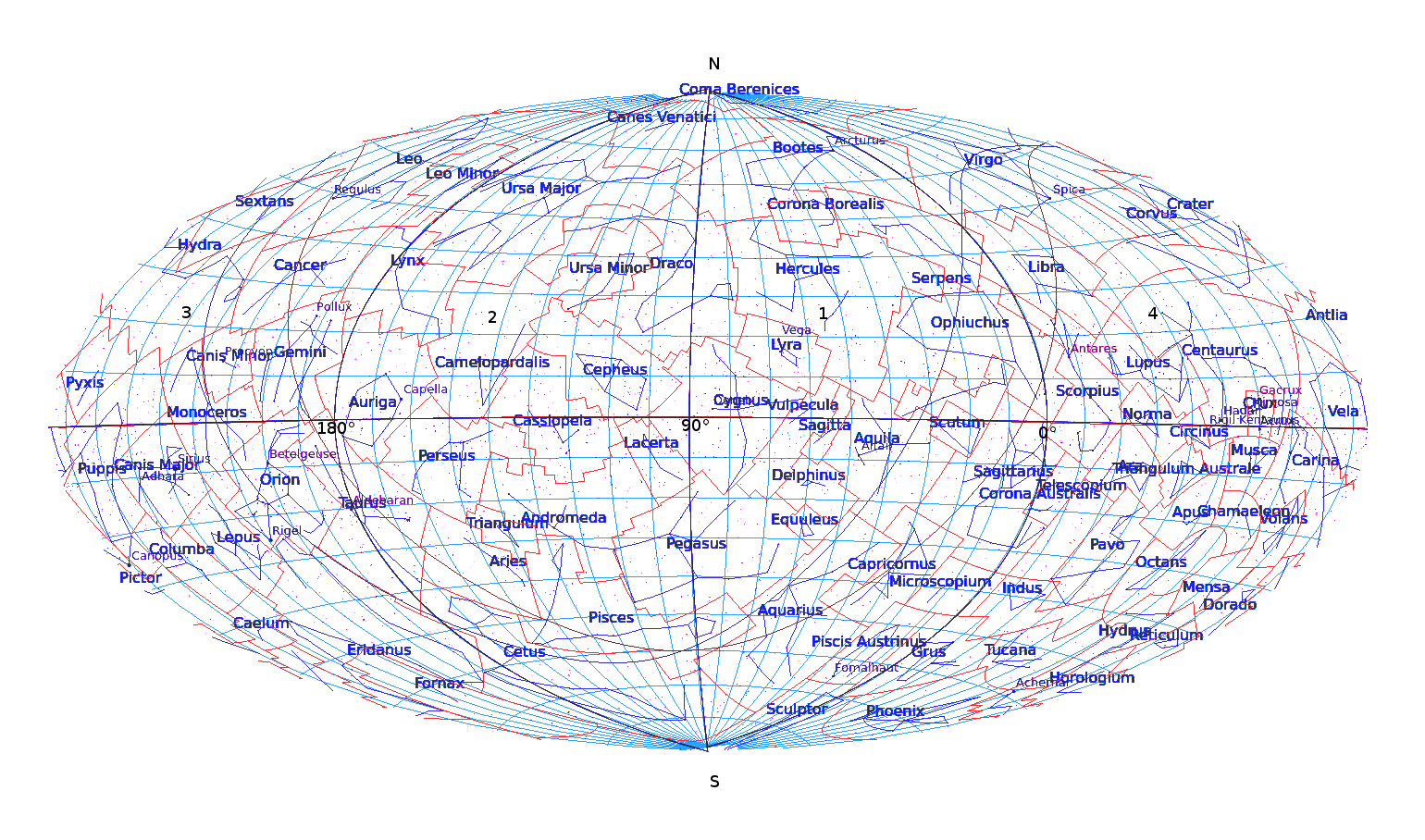
Сузір'я, згруповані в галактичні квадранти (N/S, 1–4)

| Квадрант      | Сузір'я (зодіакальні сузір'я виділено жирним шрифтом) |
| ------------- | --- |
| 1-й північний | 7 (Ліра, Геркулес, Змія, Північна Корона, Змієносець, Лебідь, Волопас) |
| 1-й південний | 11 (Стрілець, Козоріг, Водолій, Малий Кінь, Дельфін, Стріла, Орел, Лисичка, Мікроскоп, Щит, Південна Риба) |
| 2-й північний | 8 (Цефей, Дракон, Мала Ведмедиця, Гончі Пси, Велика Ведмедиця, Рись, Верблюд, Візничий) |
| 2-й південний | 10 (Риби, Овен, Телець, Андромеда, Кассіопея, Кит, Персей, Трикутник, Ящірка, Пегас) |
| 3-й північний | 9 (Близнята, Рак, Лев, Малий Пес, Секстант, Гідра, Єдинорог, Компас, Малий Лев) |
| 3-й південний | 9 (Оріон, Ерідан, Різець, Заєць, Живописець, Голуб, Великий Пес, Корма, Піч) |
| 4-й північний | 12 (Діва, Терези, Скорпіон, Волосся Вероніки, Ворон, Чаша, Вовк, Центавр, Косинець, Південний Хрест, Насос, Вітрила) |
| 4-й південний | 22 (Циркуль, Муха, Телескоп, Південний Трикутник, Райський Птах, Хамелеон, Південна Корона, Павич, Індіанець, Журавель, Октант, Скульптор, Фенікс, Сітка, Золота Риба, Столова Гора, Тукан, Летюча Риба, Кіль, Жертовник, Гідра, Годинник) |

## Видимість квадрантів із Землі

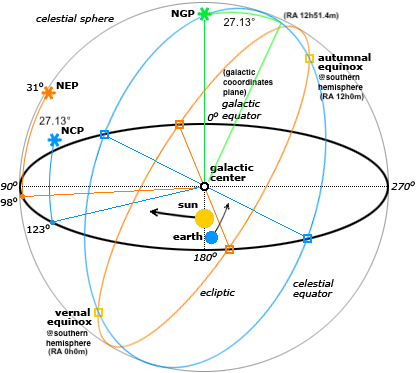
Галактична, екліптична та екваторіальна системи координат, спроектовані на небесну сферу.

Через орієнтацію Землі відносно галактичної площини, 2-й галактичний квадрант переважно видно лише з північної півкулі, а 4-й — переважно з південної півкулі.
Можна приблизно визначити межі квадрантів, знайшовши на небі сузір'я, які лежать в площині Галактики на границях між квадрантами:
- l = 0° — сузір'я Стрілець (галактичний центр)
- l = 90° — сузір'я Лебідь
- l = 180° — сузір'я Візничий (галактичний антицентр)
- l = 270° — сузір'я Вітрила

## В культурі
Давня традиція поділу видимого неба на чотири частини передує сучасним визначенням чотирьох галактичних квадрантів. Стародавні месопотамські тексти говорять про «чотири сторони всесвіту» та «чотири сторони неба», а біблійна Книга пророка Єремії повторює цю фразеологію: «І на Елам наведу чотири вітри з чотирьох кінців неба» (Єремія, 49:36).

### Зоряний шлях
Галактичні квадранти в «Зоряному шляху» розділені чотирма галактичними меридіанами, проведеними відносно центра Галактики. Це схоже на систему, яку використовують астрономи, однак за центр поділу вибране не Сонце, а центр Галактики, що робить систему менш геоцентричною. Замість використання порядкових номерів, «Зоряний шлях» позначає квадранти грецькими літерами Альфа, Бета, Гамма та Дельта.
Радіоастрономічний огляд CGPS (Canadian Galactic Plane Survey, канадський огляд галактичної площини) створив радіокарту Галактики на основі квадрантів «Зоряного шляху», жартуючи, що «CGPS в основному займається кардасіанцями, тоді як SGPS (Southern Galactic Plane Survey, південний огляд галактичної площини) зосереджується на ромуланцях».